# Касперовский сельский совет
Касперовский сельский совет (укр. Касперівська сільська рада) — входит в состав
Залещицкого района
Тернопольской области
Украины.
Административный центр сельского совета находится в 
с. Касперовцы.

## Населённые пункты совета
- с. Касперовцы
- с. Лисичники